# Podarcis bocagei
Podarcis bocagei (лат.) — вид пресмыкающихся из семейства настоящих ящериц. Видовое название дано в честь португальского зоолога и политика Жозе Бокаже (1823—1907).

## Описание
Длина тела около 7 см, при этом хвост ящерицы в два раза длиннее тела. Самцы крупнее самок.

## Распространение
Распространены на севере Португалии и северо-западе Испании.

## Размножение
Самки откладывают по 2—4 кладки в год. В кладке от 2 до 9 яиц.